# The Lincoln Lawyer (Fernsehserie)
The Lincoln Lawyer ist eine US-amerikanische Krimi- und Dramaserie von David E. Kelley, die auf der Romanreihe um den Anwalt Mickey Haller von Michael Connelly basiert. In den Hauptrollen sind Manuel Garcia-Rulfo, Neve Campbell, Becki Newton und Angus Sampson zu sehen.
Die erste Staffel basiert auf Connellys Roman „The Brass Verdict“ (dt. Titel: „So wahr uns Gott helfe“) aus dem Jahr 2008, einer Fortsetzung seines Romans „The Lincoln Lawyer“ (dt. Titel: „Der Mandant“). Sie wurde am 13. Mai 2022 auf Netflix uraufgeführt. Im Juni 2022 wurde die Serie für eine zweite Staffel verlängert. Sie basiert auf Connellys Roman „The Fifth Witness“ (dt. Titel: „Der fünfte Zeuge“) aus dem Jahr 2011 und wurde in zwei Teilen ausgestrahlt. Der erste Teil erschien am 6. Juli 2023, der zweite am 3. August. Im August 2023 wurde die Serie für eine dritte Staffel verlängert, die auf Connellys Roman „The Gods of Guilt“ (dt. Titel: „Götter der Schuld“) aus dem Jahr 2013 basiert und am 17. Oktober 2024 erschien. Im Januar 2025 wurde die Serie für eine vierte Staffel verlängert, die auf dem sechsten Buch der Reihe, „The Law of Innocence“ (bisher nicht auf Deutsch erschienen), basiert.

## Handlung
Der erfolgreiche Anwalt Mickey Haller wurde nach einem schweren Surfunfall abhängig von Schmerzmitteln. Mittlerweile konnte er seine Opiat-Sucht überwinden, aber hat seit über einem Jahr nicht mehr gearbeitet. Nach dem Tod eines Anwaltskollegen erfährt er, dass dieser ihm seine Anwaltskanzlei in Los Angeles vererbt hat, samt aller derzeit verhandelten Fälle. Haller arbeitet überwiegend von seinem Lincoln aus an seinen Fällen.

## Besetzung & Synchronisation
Die deutschsprachige Synchronisation fand bei Iyuno-SDI Group Germany GmbH aus Berlin statt. Die Dialogregie führte Benjamin Wolfgarten, die Synchronbücher schrieben Yvonne Prieditis / Benjamin Wolfgarten (Staffel 1), Tobias J. Becker (Staffel 2), Nina Hundertschnee und Andreas Pohr (Staffel 3).

### Hauptbesetzung
| Rolle                        | Schauspieler        | Synchronsprecher   |
| ---------------------------- | ------------------- | ------------------ |
| Mickey Haller                | Manuel Garcia-Rulfo | Karim El Kammouchi |
| Maggie McPherson             | Neve Campbell       | Marie Bierstedt    |
| Lorna Crain                  | Becki Newton        | Giuliana Jakobeit  |
| Izzy Letts                   | Jazz Raycole        | Josephine Schmidt  |
| Dennis „Cisco“ Wojciechowski | Angus Sampson       | Torben Liebrecht   |
| Trevor Elliot                | Christopher Gorham  | Jaron Löwenberg    |

### Nebenbesetzung
| Rolle                    | Schauspieler     | Synchronsprecher   |
| ------------------------ | ---------------- | ------------------ |
| Detective Raymond Griggs | Ntare Mwine      | Tobias Lelle       |
| Richterin Mary Holder    | LisaGay Hamilton | Harriet Kracht     |
| Detective Lee Lankford   | Jamie McShane    | Viktor Neumann     |
| Angelo Soto              | Reggie Lee       | Rainer Fritzsche   |
| Hayley Haller            | Krista Warner    | Valentina Bonalana |
| Andrea Freeman           | Yaya DaCosta     | Maxi Geithner      |

## Episodenliste

### Staffel 1
| Nr. (ges.) | Nr. (St.) | Deutscher Titel                | Originaltitel            | Erstausstrahlung | Deutschsprachige Erstausstrahlung (13. Mai 2022) | Regie                  | Drehbuch                         |
| ---------- | --------- | ------------------------------ | ------------------------ | ---------------- | ------------------------------------------------ | ---------------------- | -------------------------------- |
| 1          | 1         | Wieder im Sattel               | He Rides Again           | 13. Mai 2022     | 13. Mai 2022                                     | Liz Friedlander        | David E. Kelley                  |
| 2          | 2         | Die magische Kugel             | The Magic Bullet         | 13. Mai 2022     | 13. Mai 2022                                     | Erin Feeley            | Ted Humphrey                     |
| 3          | 3         | Momentum                       | Momentum                 | 13. Mai 2022     | 13. Mai 2022                                     | Erin Feeley            | Ted Humphrey                     |
| 4          | 4         | Chaostheorie                   | Chaos Theory             | 13. Mai 2022     | 13. Mai 2022                                     | Bill D’Elia            | Chris Downey                     |
| 5          | 5         | Zwölf Lemminge                 | Twelve Lemmings in a Box | 13. Mai 2022     | 13. Mai 2022                                     | Bill D’Elia            | Andi Bushell                     |
| 6          | 6         | Korrupt                        | Bent                     | 13. Mai 2022     | 13. Mai 2022                                     | David Grossman         | Gladys Rodriguez                 |
| 7          | 7         | Lemming Nummer Sieben          | Lemming Number Seven     | 13. Mai 2022     | 13. Mai 2022                                     | David Grossman         | Zach Calig                       |
| 8          | 8         | Noch einmal die magische Kugel | The Magic Bullet Redux   | 13. Mai 2022     | 13. Mai 2022                                     | Alonso Alvarez-Barreda | Justin Peacock                   |
| 9          | 9         | Akzeptanzlücke                 | The Uncanny Valley       | 13. Mai 2022     | 13. Mai 2022                                     | Alonso Alvarez-Barreda | Chris Downey Ryan Hoang Williams |
| 10         | 10        | Das letzte Urteil              | The Brass Verdict        | 13. Mai 2022     | 13. Mai 2022                                     | David Grossman         | Ted Humphrey Michael Connelly    |

### Staffel 2
| Nr. (ges.) | Nr. (St.) | Deutscher Titel            | Originaltitel                     | Erstausstrahlung | Deutschsprachige Erstausstrahlung (D) | Regie              | Drehbuch                      |
| ---------- | --------- | -------------------------- | --------------------------------- | ---------------- | ------------------------------------- | ------------------ | ----------------------------- |
| 11         | 1         | Berufsregeln               | The Rules of Professional Conduct | 6. Juli 2023     | 6. Juli 2023                          | Rob Seidenglanz    | Ted Humphrey                  |
| 12         | 2         | Verpflichtungen            | Obligations                       | 6. Juli 2023     | 6. Juli 2023                          | Rob Seidenglanz    | Gladys Rodriguez              |
| 13         | 3         | Konflikte                  | Conflicts                         | 6. Juli 2023     | 6. Juli 2023                          | Kate Woods         | Dailyn Rodriguez              |
| 14         | 4         | Entdeckung                 | Discovery                         | 6. Juli 2023     | 6. Juli 2023                          | Kate Woods         | Ryan Hoang Williams           |
| 15         | 5         | Misstrauen                 | Suspicious Minds                  | 6. Juli 2023     | 6. Juli 2023                          | Antonio Negret     | Zach Calig                    |
| 16         | 6         | Rückzieher                 | Withdrawal                        | 3. Aug. 2023     | 3. Aug. 2023                          | Antonio Negret     | Matthew J. Lieberman          |
| 17         | 7         | Cui Bono                   | Cui Bono                          | 3. Aug. 2023     | 3. Aug. 2023                          | Shana Stein        | Lisa Quintela                 |
| 18         | 8         | Vereinbarung und Auflagen  | Covenants and Stipulations        | 3. Aug. 2023     | 3. Aug. 2023                          | Shana Stein        | Christ Downey Michael Conelly |
| 19         | 9         | Verweigerung               | The Fifth Witness                 | 3. Aug. 2023     | 3. Aug. 2023                          | Ted Humphrey       | Katy Erin                     |
| 20         | 10        | Schatten der Vergangenheit | Bury Your Past                    | 3. Aug. 2023     | 3. Aug. 2023                          | Ben Hernandez Bray | Ted Humphrey Dailyn Rodriguez |

### Staffel 3
| Nr. (ges.) | Nr. (St.) | Deutscher Titel               | Originaltitel               | Erstausstrahlung | Deutschsprachige Erstausstrahlung (D) | Regie                  | Drehbuch                               |
| ---------- | --------- | ----------------------------- | --------------------------- | ---------------- | ------------------------------------- | ---------------------- | -------------------------------------- |
| 21         | 1         | La Culebra                    | La Culebra                  | 17. Okt. 2024    | 17. Okt. 2024                         | Alonso Alvarez-Barreda | Ted Humphrey Dailyn Rodriguez          |
| 22         | 2         | Besondere Umstände            | Special Circumstances       | 17. Okt. 2024    | 17. Okt. 2024                         | Alonso Alvarez-Barreda | Gladys Rodriguez                       |
| 23         | 3         | Seltsame Bettgenossen         | Strange Bedfellows          | 17. Okt. 2024    | 17. Okt. 2024                         | Antonio Negret         | Matthew J. Lieberman                   |
| 24         | 4         | Toter Winkel                  | Rearview Blind Spots        | 17. Okt. 2024    | 17. Okt. 2024                         | Antonio Negret         | Lisa Quintela                          |
| 25         | 5         | Was in Victorville passiert … | What Happens in Victorville | 17. Okt. 2024    | 17. Okt. 2024                         | Ben Hernandez Bray     | Ryan Hoang Williams                    |
| 26         | 6         | Mann in Fahrt                 | Man on Fire                 | 17. Okt. 2024    | 17. Okt. 2024                         | Ben Hernandez Bray     | Katy Erin                              |
| 27         | 7         | Relevanz                      | Relevance                   | 17. Okt. 2024    | 17. Okt. 2024                         | Paula Garcés           | Dailyn Rodriguez Isabella A. Rodriguez |
| 28         | 8         | Ein mysteriöser Mann          | Mystery Man                 | 17. Okt. 2024    | 17. Okt. 2024                         | José Gilberto          | Gladys Rodríguez Jake H. Bernstein     |
| 29         | 9         | Geister                       | Ghosts                      | 17. Okt. 2024    | 17. Okt. 2024                         | Heather Cappiello      | Matthew J. Lieberman                   |
| 30         | 10        | Die Götter der Schuld         | The Gods of Guilt           | 17. Okt. 2024    | 17. Okt. 2024                         | Ted Humphrey           | Ted Humphrey Dailyn Rodriguez          |

## Trivia
Die titelgebende Vorliebe für Lincolns spiegelt sich in der ersten Folge wider, als Haller nach dem Surfen auf dem Heimweg in seinem Golf Cabrio an einer roten Ampel haltend, bei einem Autohändler ein 1963er Lincoln Continental Cabrio erspäht. Dieses wird zunächst zu seinem „rollenden Büro“. Als er die geerbte Kanzlei übernimmt, legt er sich einen Navigator IV zu und nutzt den Continental nur noch für private Zwecke.

## Produktion
2011 erschien der Film Der Mandant mit Matthew McConaughey in der Rolle des Mickey Haller basierend auf Connellys gleichnamigem Roman (englisch: „The Lincoln Lawyer“). Ursprünglich sollte der Stoff 2018 von Epix als Fernsehserie übernommen werden, für die David E. Kelley bereits die Drehbücher geschrieben hatte. Danach ging das Projekt im Juni 2019 an CBS, die die Verpflichtungen von Angus Sampson und Jazz Raycole für den Cast bekanntgaben. CBS zog sich im Mai 2020 aufgrund der COVID-Pandemie von dem Projekt zurück.
Netflix übernahm nun die Produktion, bestellte zehn Episoden und besetzte Manuel Garcia-Rulfo für die Rolle des Mickey Haller. Die Dreharbeiten begannen am 30. März 2021 in Los Angeles. Es wurde überwiegend in Downtown Los Angeles gedreht. Netflix startete die Serie am 13. Mai 2022.

## Rezeption
Das RND Redaktionsnetzwerk Deutschland schreibt, dass einem die Serie allmählich ans Herz wachsen würde. Viele kleinere Gerichtstermine würden The Lincoln Lawyer zu einer klassischen Anwaltsserie machen, während gleichzeitig der Fall des getöteten Kollegen die Erzählweise ausmache.
Bei Quotenmeter.de hingegen wird Manuel Garcia-Rulfo in der Rolle des Mick Haller als absolute Fehlbesetzung bezeichnet. Die Serie wird trotz Vorhersehbarkeit als spannend und schaubar beschrieben, ansonsten aber als reiner Durchschnitt.
Bei Stern.de beschreibt Gerrit-Freya Klebe die Serie als spannend, ohne dabei explizit Gewalt zu zeigen.
Film-rezensionen.de schreibt, dass es The Lincoln Lawyer an einem klar erkennbaren Konzept fehle, aber man durchaus seinen Spaß haben könne. Der Haupthandlungsfall sei ganz clever und wendungsreich.